# Daniel Deffayet
Daniel Deffayet, né à Paris le 23 mai 1922 et mort dans la même ville le 27 décembre 2002, était un saxophoniste  classique, professeur  au Conservatoire de Paris où il succéda à Marcel Mule après sa retraite en 1968.  Il occupera ce poste jusqu'en 1988. Il est également le fondateur du Quatuor de saxophones Daniel Deffayet.

## Biographie
Daniel Deffayet commence à étudier le solfège à sept ans, le violon à l'âge de huit, et le saxophone à l'âge de douze. Il est séduit par la chaleur et la beauté de la tonalité du saxophone.
En 1941, il entre au conservatoire de Paris et étudie, le violon, l'harmonie, la musique de chambre et le saxophone avec Marcel Mule.
En 1943, il obtient le premier prix de saxophone et commence à travailler en faisant des remplacements dans les orchestres des théatres nationaux.
En 1948, Il enseigne dans différents conservatoires à Paris, Beauvais et le Mans ainsi que dans le conservatoire du 10e arrondissement de Paris. Il a longtemps animé les stages des Académies d'été de Nice et d'Annecy.
En 1953, Il participe à des concerts de Chambre à Paris. Pendant cette période Deffayet a joué sous la direction de chefs célèbres comme  Bernstein, Boulez, Cluytens, Doráti, Fricsay, Karajan, Kubelík, Leinsdorf, Maazel, Markevitch, Martinon, Monteux, Munch, Ozawa, Paray et Villa-Lobos. 
En 1968, il succède à Marcel Mule et crée le Quatuor de saxophones Daniel Deffayet qui se produira en France, mais aussi en Angleterre, en Suède, en Allemagne, en  Suisse, au  Canada, aux  États-Unis, au Japon et en Corée et ce jusqu'en 1988, date de la dissolution du Quatuor.
Il  sera élu coprésident de l'association des saxophonistes de France et en 1971 devient professeur à l'Université d'Indiana.
De 1966 jusqu'à sa mort en 1988, Herbert von Karajan l'a appelé à être son saxophoniste pour les enregistrements importants et jouer des solos avec l'Orchestre philharmonique de Berlin. Il a également joué régulièrement avec plusieurs orchestres parisiens, dont l'Orchestre National, l'Opéra, le Philharmonique et été engagé par Radio France pour des créations, comme Alliages d'Antoine Tisné. 
Son répertoire est très vaste.

## Enregistrements
- Ibert: Concertino da Camera (Epic)
- Instruments à vent Musique: Gallois-Montbrun, Glazounov (Musical Heritage Society)
- Rivier: Double Concerto (RTF-Barclay)
- Debussy : Rapsodie (ERATO)
- Daniel Deffayet, Saxophone Alto : Boutry, Gallois-Montbrun, Rueff (Crest)
- Œuvres de Pierre Max-Dubois, Challan, Planel (EMI)
- Le Quatuor de Saxophones Deffayet, Rueff, Tisné, Pascal (CBS Sony)
- Quatuors de saxophones : Desenclos, Pierné, Rivier, Schmitt (EMI)
- L'art suprême du Quatuor de Saxophones (CBS / Sony)
- Pièces classiques, célèbres : arr. par Marcel Mule (Londres)[3]
- Le Quatuor de Saxophones Deffayet : Glazounov, Feld, Schmitt (Crest)[4],[5].

## Quelques élèves de Daniel Deffayet
- Jean-Pierre Caens
- Daniel Gremelle
- Jacques Larocque
- Rémi Ménard
- Philippe Portejoie
- Michel Reydellet
- Jean-Yves Fourmeau
- Claude Delangle